# Schubert-Praxis
Die Schubert-Praxis ist eine vom schweizerischen Bundesgericht 1973 eingeführte Ausnahme vom Vorrang des Völkerrechts vor Schweizer Bundesgesetzen. In seiner jüngeren Rechtsprechung erachtet das Bundesgericht die Schubert-Praxis als «weitgehend nicht mehr anwendbar».

## Ausgangslage
Ausgangslage für das Schubert-Urteil (BGE 99 Ib 39) war, dass ein österreichischer Staatsbürger, Ernst Schubert, im Tessin ein Grundstück kaufen wollte und dies von den Tessiner Behörden untersagt wurde. Die Tessiner Behörden wendeten einen allgemein verbindlichen Bundesbeschluss aus dem Jahr 1970 an, gemäss dem jeder derartige Erwerb einer Bewilligungspflicht unterliege. Schubert wiederum berief sich auf einen Vertrag aus dem Jahr 1875 zwischen der Schweiz und der Österreichisch-Ungarischen Monarchie, laut dem das Recht der Inländergleichbehandlung für ihn gelte.
Art. 2 dieses Vertrages von 1875 lautete:

«In Ansehung des Erwerbes, Besitzes und der Veräußerung von Liegenschaften und Grundstücken jeder Art, sowie der Verfügungen über dieselben und der Entrichtung von Abgaben, Taxen und Gebühren für solche Verfügungen, sollen die Angehörigen jedes der vertragenden Theile in dem Gebiete des anderen die Rechte der Inländer genießen.»

## Urteil
Ursprünglich ging das Bundesgericht davon aus, dass die völkerrechtliche Norm im Konfliktfall der bundesgesetzlichen vorgeht. Im Jahr 1933 nahm die Rechtsprechung eine Wende; fortan wurde von einer Gleichrangigkeit ausgegangen. Im Schubert-Urteil vom 2. März 1973 stellte das Bundesgericht folgenden Grundsatz auf: Wenn ein (neueres) Bundesgesetz einem (älteren) völkerrechtlichen Vertrag widerspricht und der Gesetzgeber ausdrücklich den Widerspruch zwischen dem völkerrechtlichen Vertrag und der innerstaatlicher Norm in Kauf nahm, so ist das Bundesgericht an das Bundesgesetz gebunden. Eine solche Abweichung entbinde die Schweiz zwar nicht von ihren Pflichten, sei aber im innerstaatlichen Raum massgebend. Dass die Bundesversammlung aktiv gegen völkerrechtliche Bestimmungen verstösst, sollte jedoch nicht leichtfertig genommen werden.
Durch diese Rechtsprechung wurde der Erwerb des Grundstücks durch den österreichischen Staatsbürger Schubert verunmöglicht und der Vertrag Schweiz – Österreich von 1875 in der Schweiz, ohne Rücksprache oder Vereinbarung mit dem anderen Vertragspartner (Österreich), teilweise ausser Kraft gesetzt (Verstoss der Schweiz gegen den Rechtsgrundsatz Pacta sunt servanda).

## Reaktion Österreichs
In Reaktion auf diesen Beschluss der schweizerischen Bundesversammlung und das Urteil des schweizerischen Bundesgerichts erging die Kundmachung des Bundeskanzlers der Republik Österreich (öBGBl. Nr. 298/1975). Mit dieser Kundmachung wurde Art. 2 des österreichisch-schweizerischen Niederlassungsvertrages «auf Grund allgemein anerkannter Regeln des Völkerrechts (Art 9 des Bundes-Verfassungsgesetzes in der Fassung von 1929) bis auf Widerruf» von der österreichischen Bundesregierung für nicht mehr anwendbar erklärt (siehe: Sanktionsrecht im Völkerrecht und Talionsprinzip).

## Auswirkungen auf die Schweizer Rechtsordnung
In seiner neueren Praxis, mit dem sogenannten PKK-Urteil von 1999, gibt das Bundesgericht grundsätzlich völkerrechtlichen Verträgen den Vorrang vor Bundesgesetzen, wenngleich diese später verabschiedet wurden, also jünger sind. Dieser Vorrang gilt insbesondere für völkerrechtliche Normen, die dem Schutz der Menschenrechte (insbesondere die Europäische Menschenrechtskonvention und die UNO-Pakte I und II) dienen – und zwar unabhängig davon, ob das Parlament einen Verstoss gegen das Völkerrecht bewusst in Kauf genommen hat. Bei diesen Verträgen greift die Schubert-Praxis nicht. Das PKK-Urteil wird deshalb im Schrifttum als Einschränkung der Schubert-Praxis betrachtet.
Wenngleich das PKK-Urteil auf dem Papier sehr bedeutend war, lässt sich bislang in der Rechtsprechung des Bundesgerichts keine Einschränkung der Schubert-Praxis festmachen. Die einzelnen Urteile, in denen das Bundesgericht seit 1999 unter Bezugnahme auf den PKK-Entscheid eine bundesgesetzliche Norm aufgehoben hat, stehen nicht im Widerspruch zur Schubert-Praxis. Denn in diesen Urteilen ging es jeweils nicht um Gesetzesnormen, mit denen die Bundesversammlung einen Konflikt mit dem Völkerrecht bewusst in Kauf genommen hatte. In der PKK-Rechtsprechung des Bundesgerichts ist es deshalb bisher nicht zu einer Relativierung der Schubert-Praxis gekommen. Das Bundesgericht erachtet die Schubert-Praxis in seiner jüngeren Rechtsprechung als «weitgehend nicht mehr anwendbar».